# Prawo powrotu

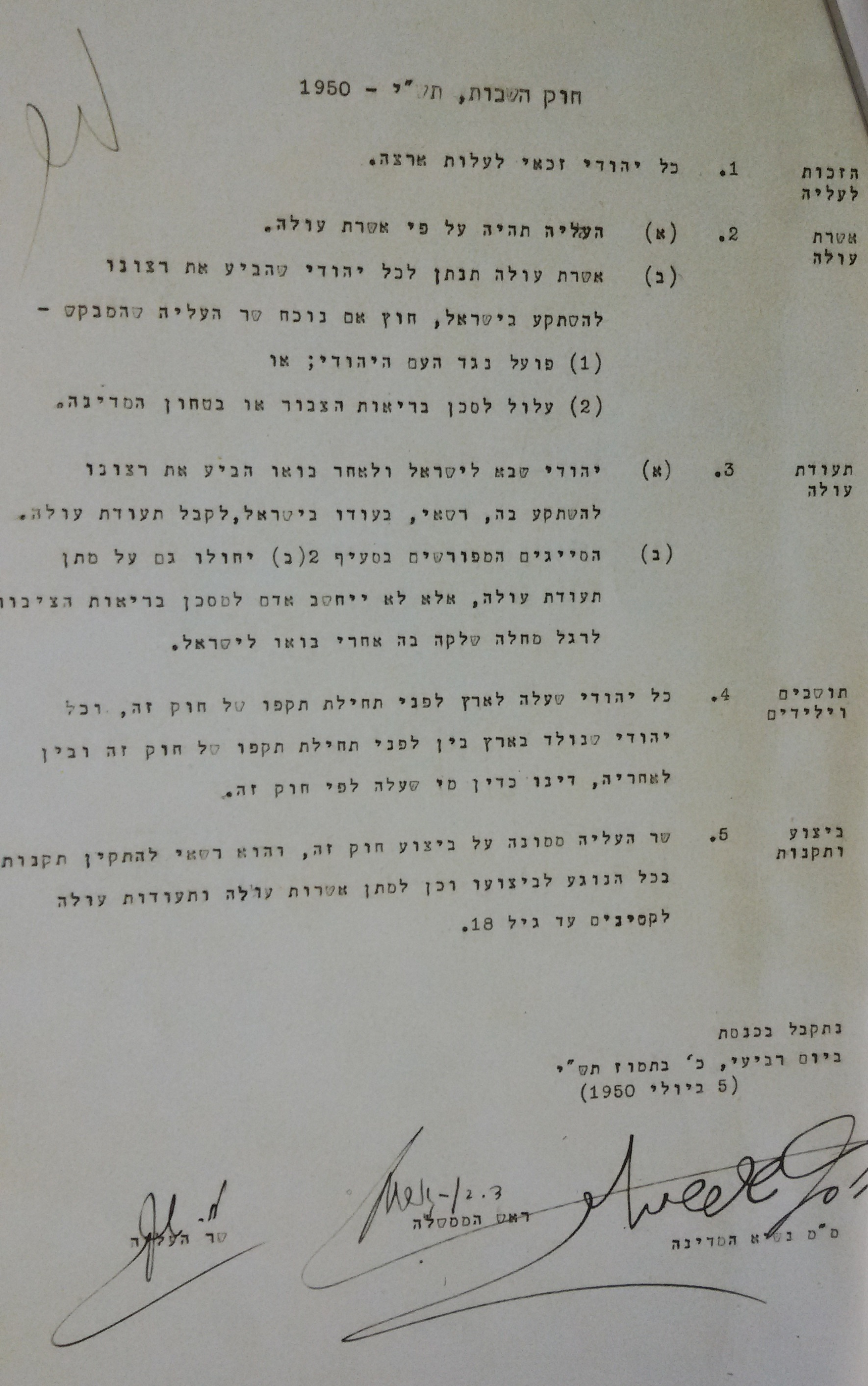
Oryginalna wersja ustawy o prawie powrotu.

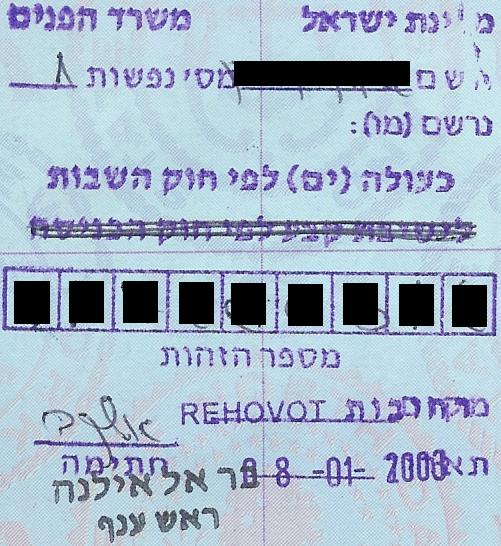
Wpis i pieczątka w paszporcie, nadająca izraelskie obywatelstwo na podstawie prawa powrotu.

Prawo powrotu (heb. חוק השבות, chok ha-szwut) – prawo uchwalone przez Kneset (parlament Izraela) w 1950 r. (5710 r.), które daje Żydom możliwość imigracji i życia w Izraelu oraz uzyskania obywatelstwa. W 1970 r. prawem powrotu zostały również objęte osoby mające żydowskich przodków, ich małżonkowie, oraz osoby, które przeszły na judaizm.
Stanowi ono, że fundamentalnym prawem każdego Żyda jest możliwość alii, imigracji do państwa Izrael. Ustawa jest „wyrazem więzi między narodem Izraela a jego krajem”. „Powracającego” do Izraela Żyda traktuje się jak osobę, która – lub której przodkowie – znaleźli się poza swoim krajem, a teraz do niego „wracają”. W znaczeniu tej ustawy „Żydem jest ten, kto urodził się z matki Żydówki lub dokonał konwersji i nie jest wyznawcą innej religii”. Wykładnia ta różni się od zasad prawa religijnego (zob. Kto jest Żydem?).
Na mocy porozumienia między rządem Izraela a Agencją Żydowską ta ostatnia zajmuje się sprawami związanymi z imigracją do Izraela: sprawdzaniem kandydatów, doradztwem, formalnościami związanymi z absorpcją, kierowaniem do ośrodków dla imigrantów, szkół, miejsc pracy itp. Wysłannik Agencji Żydowskiej ds. imigracji, który rekomenduje kandydata na imigranta, przekazuje stosowny wniosek wraz ze swoją pisemną rekomendacją przedstawicielowi urzędowemu państwa Izrael.

## Prawo
Prawo powrotu 5710-1959 zostało uchwalone przez Kneset 5 lipca 1950. Ustawa daje prawo przyjazdu do Izraela wszystkim Żydom: „Każdy Żyd ma prawo przyjazdu do tego kraju jako nowy imigrant”. Uzupełnienie przepisów w kwestiach imigracyjnych zostało zawarte w Ustawie o Obywatelstwie z 1952 r. Prawo powrotu zostało zmodyfikowane w 1970 r. i rozszerzyło prawo powrotu na nie-Żydów którzy posiadają żydowskich przodków (minimum jednego z dziadków) i ich małżonków.
Od 1970 r. prawo obejmuje osoby, które urodziły się jako Żydzi (posiadają żydowską matkę lub babkę ze strony matki), osoby, które posiadają żydowskich przodków (żydowskiego ojca lub dziadka) oraz osoby, które przeszły konwersję na judaizm (ortodoksyjną, reformowaną lub konserwatywną – jednakże konwersje reformowane i konserwatywne muszą odbyć się poza Izraelem, podobnie jak zawieranie małżeństw cywilnych).

### Cel
W prawie powrotu Państwo Izrael stosuje w praktyce credo syjonizmu, wyrażone również w Deklaracji niepodległości Izraela i realizuje ideę ojczyzny dla narodu żydowskiego, przewidzianej przez Ligę Narodów, która nałożyła na Wielką Brytanię obowiązek stworzenia Izraela na terenie dawnego mandatu brytyjskiego. Podstawa prawna znajduje się w Rezolucji Zgromadzenia Ogólnego ONZ nr 181 z 1947 r., która przewiduje utworzenie Państwa Izraela jako państwa żydowskiego.

### Wymagania kwalifikujące do skorzystania z prawa powrotu
Osoby, które imigrują do Izraela na podstawie prawa powrotu automatycznie otrzymują obywatelstwa. Jednakże istnieje spór co do tego, czy osoby, które dostały obywatelstwo na podstawie prawa powrotu, powinny być automatycznie rejestrowane jako „Żydzi” dla celów spisu ludności. Zgodnie z definicją halachy Żydem jest osoba, która ma żydowską matkę lub dokonała konwersji na judaizm. Ortodoksyjni żydzi nie uznają konwersji dokonanych przez reformowanych i konserwatywnych rabinów. Jednakże prawo stanowi, że każdy Żyd, niezależnie od rodzaju wyznawanego judaizmu, może przenieść się do Izraela i uzyskać obywatelstwo.
Początkowo Prawo powrotu obejmowało jedynie Żydów. W 1970 r. została wprowadzona nowelizacja, która stanowi: „Prawa Żyda przewidziane niniejszą ustawą i prawa nowego emigranta przewidziane Ustawą o Obywatelstwie (...) przysługują również dziecku i wnukowi Żyda i ich małżonkom”.
Można odmówić nadania obywatelstwa osobie mającej prawo do powrotu na podstawie przepisów tej ustawy, jeśli zostanie uznana za niebezpieczną dla Państwa Izraela. Osobom, które dopuściły się popełnienia ciężkich przestępstw, jak np. morderstwo, lub są nielegalnie w innym kraju (chyba że w kraju pochodzenia były prześladowane), można odmówić prawa powrotu. Prawo do powrotu nie przysługuje również osobom, które „były Żydami i dobrowolnie zmieniły religię”.

#### Nowelizacja dotycząca żydowskich przodków
W 1970 r. wprowadzono nowelizację, która była poprzedzona dyskusją na temat „kto jest Żydem?”. Jednak prawo nie odpowiada na to pytanie. Jest zbyt wiele odpowiedzi na to pytanie, aby tylko jedna była prawidłowa.
Z jednej strony izraelskie ustawodawstwo przyznaje prawo powrotu każdemu, kto byłby prześladowany na podstawie ustaw norymberskich. Jednak ustawy te nie posługują się halachiczną definicją Żyda. Tak więc zgodnie z prawem powrotu każdy, kto byłby objęty ustawami norymberskimi, ma prawo do otrzymania obywatelstwa Państwa Izraela, nie znaczy to jednak automatycznie, że jest uznawany za Żyda do celów regulującymi osobisty stan prawny.
Co więcej, paragraf 4a nowelizacji stanowi:
„Prawa Żyda przewidziane niniejszą ustawą i prawa nowego emigranta przewidziane Ustawą o Obywatelstwie (...) przysługują również dziecku i wnukowi Żyda i ich małżonkom, z wyłączeniem osoby, która była Żydem i dobrowolnie zmieniła swoją religię.”
Tak więc Żydowi, który dobrowolnie zmienił swoją religię, nie przysługuje prawo powrotu, choć byłby on prześladowany na podstawie Ustaw norymberskich i wciąż jest Żydem zgodnie z definicją Halachy.

#### Cel demograficzny
Jednym z celów wprowadzenia poprawki jest zwiększenie poziomu imigracji, tak aby zrównoważyć demograficzne „zagrożenie związane z obecnością i ustawicznym wzrostem liczebności ludności arabskiej”.

## Stosowanie ustawy
Wśród tych, którzy opowiadają się za zachowaniem ustawy, istnieje spór nad jej brzmieniem. Przedmiotem dyskusji jest przede wszystkim ustawowa definicja słowa „Żyd” i „narodu żydowskiego”.
Dyskusja wokół ustawy i jej brzmienie stale pojawia się w sferach prywatnych i publicznych, zarówno w Izraelu i diasporze. Kneset wielokrotnie omawiał propozycje zmian Prawa powrotu i rzeczywiście, ustawa była zmieniana kilka razy w ciągu roku. Nowelizacje te odzwierciedlają zmiany, jakie zaszły w społeczeństwie izraelskim, i zmiany które miały miejsce na scenie politycznej, zarówno wewnątrz samego Izraela i między Izraelem a diasporą. Obecne prawo stanowi wyraz stałej tendencji całego izraelskiego systemu legislacyjnego do przystosowania się do zmieniających się okoliczności.
Jednym z głównym problemem jest to, kto ma prawo do decydowania w kwestii ważności konwersji do judaizmu dla celów imigracji i obywatelstwa. Ze względów historycznych, Główny Rabinat Izraela w ramach izraelskiego Ministerstwa Spraw Religijnych jest odpowiedzialny za uznawanie konwersji. Napotyka to na sprzeciw wśród nie-ortodoksyjnych przywódców religijnych, zarówno w Izraelu, jak i w diasporze.
W dniu 31 marca 2005 izraelski Sąd Najwyższy orzekł, że wszystkie konwersje wykonywane poza Izraelem będą uznawane przez władze w ramach Prawa Powrotu. Wyrok wywołał gwałtowny sprzeciw środowisk ortodoksyjnych, które twierdzą, m.in., że doprowadzi to do korupcji i akceptowania fałszywych wniosków imigracyjnych.